# Édouard Ngirente

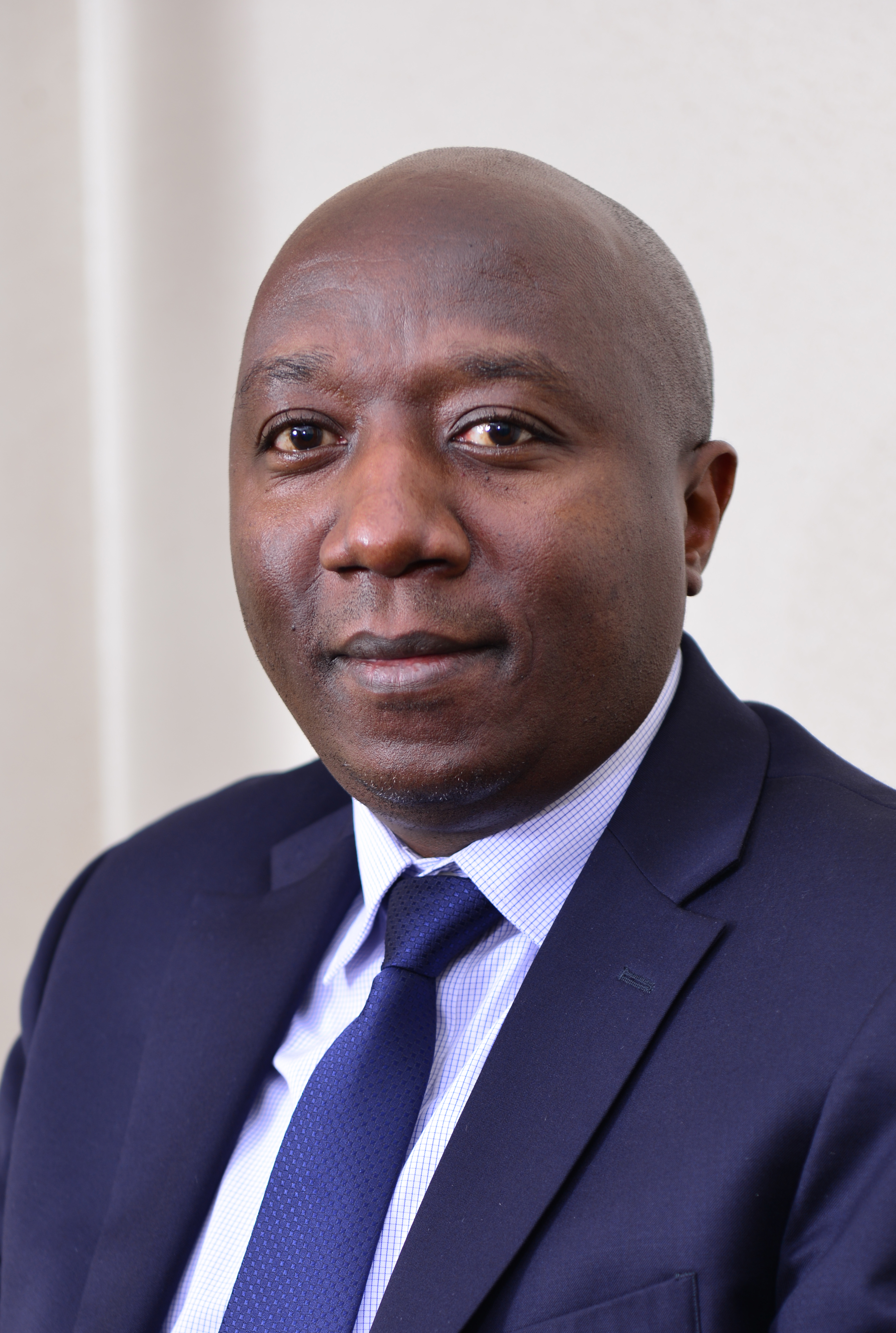
Édouard Ngirente, etwa 2018

Édouard Ngirente (* 1973 in Ruanda) ist ein ehemaliger Premierminister von Ruanda.

## Ausbildung, Studium, berufliche Tätigkeit
Ngirente studierte in Ruanda und Belgien. An der Université catholique de Louvain erwarb er einen Doktor (Ph.D.) der Wirtschaftswissenschaften.
Vor seiner Ernennung zum Premierminister arbeitete er unter anderem bei der Weltbank in Washington, D.C. und in leitender Funktion im Finanz- und Wirtschaftsministerium in Ruanda.

## Politische Karriere
Der parteilose Édouard Ngirente wurde am 30. August 2017 durch das bei den Präsidentschaftswahlen 2017 wiedergewählte Staatsoberhaupt Ruandas, Paul Kagame, zum neuen Regierungschef bzw. Premierminister der Republik Ruanda ernannt. Ngirente ist im Amt der Nachfolger von Anastase Murekezi und der elfte Premierminister seit der Unabhängigkeit Ruandas 1962 bzw. der sechste Premierminister seit dem Genozid in Ruanda.
In mehreren nach seiner Ernennung veröffentlichten Online-Artikeln wird er als in Ruanda wenig bekannt beschrieben; unter anderem in „the kigalian“, einem ruandischen Online-Magazin, und in „The EastAfrican“, einer englischsprachigen Wochenzeitung aus Kenia.
Nach der Präsidentschaftswahl im Juli 2024 wurde Ngirente am 13. August von Präsident Paul Kagame für eine weitere Amtszeit zum Premierminister ernannt. Als seinen Nachfolger ernannte Präsident Kagame Justin Nsengiyumva, der am 25. Juli 2025 eingeschworen wurde.

## Privates
Ngirente ist verheiratet und hat zwei Kinder.